# Kalandférgek 2. – Öbölből vödörbe
A Kalandférgek 2. – Öbölből vödörbe (eredeti címe: Harold & Kumar Escape from Guantanamo Bay) 2008-as amerikai filmvígjáték Jon Hurwitz és Hayden Schlossberg rendezésében. A film a 2004-es Kalandférgek folytatása, és a Harold & Kumar-széria második része. A főszerepben John Cho, Kal Penn és Neil Patrick Harris látható.
Amerikában 2008. április 25-én mutatták be. A film vegyes kritikákat kapott, a pénztáraknál pedig 43 millió dolláros bevételt hozott. A folytatás 2011-ben készült el Kalandférgek karácsonya címmel.

## Cselekmény
A film főszereplői Harold Lee és Kumar Patel, akik azt tervezik, hogy Amszterdamba utaznak, de ez a tervük meghiúsul, amikor terroristákkal tévesztik össze őket, és a Guantanamo Bay-i börtönbe kerülnek.

## Szereplők
- John Cho: Harold Lee
- Kal Penn: Kumar Patel
- Danneel Harris: Vanessa Fanning
- Rob Corddry: Ron Fox
- Roger Bart: Dr. John Beecher
- Eric Winter: Colton Graham
- Neil Patrick Harris: önmaga fiktív változata
- Paula Garcés: Maria
- Amir Talai: Raza Syed
- David Krumholtz: Goldstein
- Eddie Kaye Thomas: Rosenberg
- Christopher Meloni: nagy varázsló (a stáblistán "Reverend Clyde Stanky" néven szerepel)
- Richard Christy: Kenny
- Clyde Kusatsu: Mr. Lee
- Beverly D'Angelo: Sally
- Jon Reep: Raymus
- Ed Helms: tolmács
- Adam Herschman: Archie
- Jack Conley: Frye
- Tamara Feldman: Chloe
- Ava Santana: Tammi
- Randal Reeder: Robert "Big Bob" Clemens
- James Adomian: George W. Bush fiktív változata
- Errol Sitahal: Dr. Patel
- Echo Valley: Tits Hemmingway
- Missi Pyle: Raylene
- Wilbur Fitzgerald: Colton apja
- Jason Konopisos: Derek Davis
- Alec Rayme: terrorista

## Filmzene
A Harold & Kumar Escape from Guantanamo Bay: Original Soundtrack 2008. április 15-én jelent meg.

## Forgatás
A forgatás 2007 januárjának harmadik hetében kezdődött meg Shreveportban (Louisiana). A forgatás ezen év márciusában fejeződött be.

## Fogadtatás
A Rotten Tomatoes honlapján 52%-ot ért el 
136 kritika alapján, és 5.8 pontot szerzett a tízből. A Metacritic oldalán 57 pontot szerzett a százból, 27 kritika alapján. A CinemaScore oldalán átlagos minősítést kapott.
A Daily Variety a Party zóna és a Dr. Strangelove keverékének nevezte. A The Guardian 7 ponttal értékelte a maximális tízből.